# Careiro da Várzea
Careiro da Várzea, amtlich Município de Careiro da Várzea, ist eine brasilianische Gemeinde in der Metropolregion Manaus im Bundesstaats Amazonas mit 2024 geschätzten 19.809 Einwohnern.

## Lage und Verkehrsanbindung
Die Gemeinde liegt am Zusammenfluss des Rio Solimões mit dem Rio Negro, 25 km von Manaus entfernt. Der Hauptort mit der Gemeindeverwaltung liegt auf der Insel Ilha do Careiro, die von dem Flussarm Paraná do Careiro vom Festland getrennt wird.
Durch das Gebiet der Gemeinde und den Hauptort führt die BR-319 von Manaus nach Porto Velho, am Porto do Careiro auf dem linken Ufer des Paraná do Careiro verbindet eine Fähre die Fernstraße mit der Hauptstadt Manaus.

## Klima
Die Stadt hat tropisches Regenwaldklima, Af nach der Klimaklassifikation nach Köppen und Geiger. Die Durchschnittstemperatur ist 26,7 °C. Die Niederschlagsmenge liegt im Schnitt bei 2638 mm im Jahr.

## Bevölkerung
Nach der Zählung von 2010 lebten auf dem Gebiet der Gemeinde 23.930 Menschen, nur 1000 davon im urbanen Bereich, 22.930 im ländlichen Bereich. 17.135 definierten sich als Farbige, 4147 als Weiße, 1729 als Schwarze, 352 als Asiaten und 567 als Indigene. 7859 Menschen waren unter 14 Jahre alt, 4642 zwischen 15 und 25. Dabei liegt die Zahl für die Altersgruppe zwischen 0 und 5 Jahren deutlich niedriger als für die Altersgruppe von 10 bis 15 Jahre.

## Geschichte
Die Region am westlichen Amazonas ist seit Jahrtausenden von Indigenen besiedelt, doch gibt es dazu für das konkrete Gemeindegebiet des heutigen Careiro da Várzea keine gesonderten Forschungen. Ab Ende des 17. Jahrhunderts migrierten Angehörige des Volkes Mura in weite Teile der Region und noch heute bewohnen Angehörige des Volkes das Gemeindegebiet von Careiro da Várzea, auf dem sich sechs ihrer Terras Indígenas befinden.
Die Verwaltungsgeschichte des Munizips ist lange an die Hauptstadt Manaus gebunden. Bis 1955 gehörte Careiro zur Gemeinde Manaus, nachdem es 1938 zum Distrikt erhoben wurde. 1987 wird dann der Bezirk Careiro da Várzea geschaffen, aus der Careiro ausgegliedert und der Sitz des Bezirks selbst zum eigenständigen Munizip erhoben.

## Wirtschaft
Im Jahr 2019 betrug das BIP 10.393,08  Real pro Kopf. 942 Personen oder 3,1 % der Bevölkerung waren als beschäftigt gemeldet.
Landwirtschaft ist der größte Wirtschaftszweig mit einem Anteil von 136,5 Millionen Real, gefolgt von Dienstleistungen mit 28,7 Millionen Real und Industrie mit 11,3 Millionen Real. Der zweitgrößte Einzelposten sind staatliche Leistungen wie Verwaltung, Bildung und öffentliche Gesundheit mit 133,5 Millionen Real.

## Gesundheit
Die Gemeinde verfügt über ein Hospital mit Geburtsklinik im urbanen Bereich und 15 ambulante Gesundheitsstationen (UBS), die sich weitgehend über den ländlichen Raum der Gemeinde verteilen. Bis zum Juli 2022 wurden 2315 Infektionen mit COVID-19 sowie 28 Todesopfer der Pandemie bestätigt. Bis zum 24. August 2022 waren 43.774 Dosen Impfstoff gegen COVID-19 verwendet worden.

## Bildung

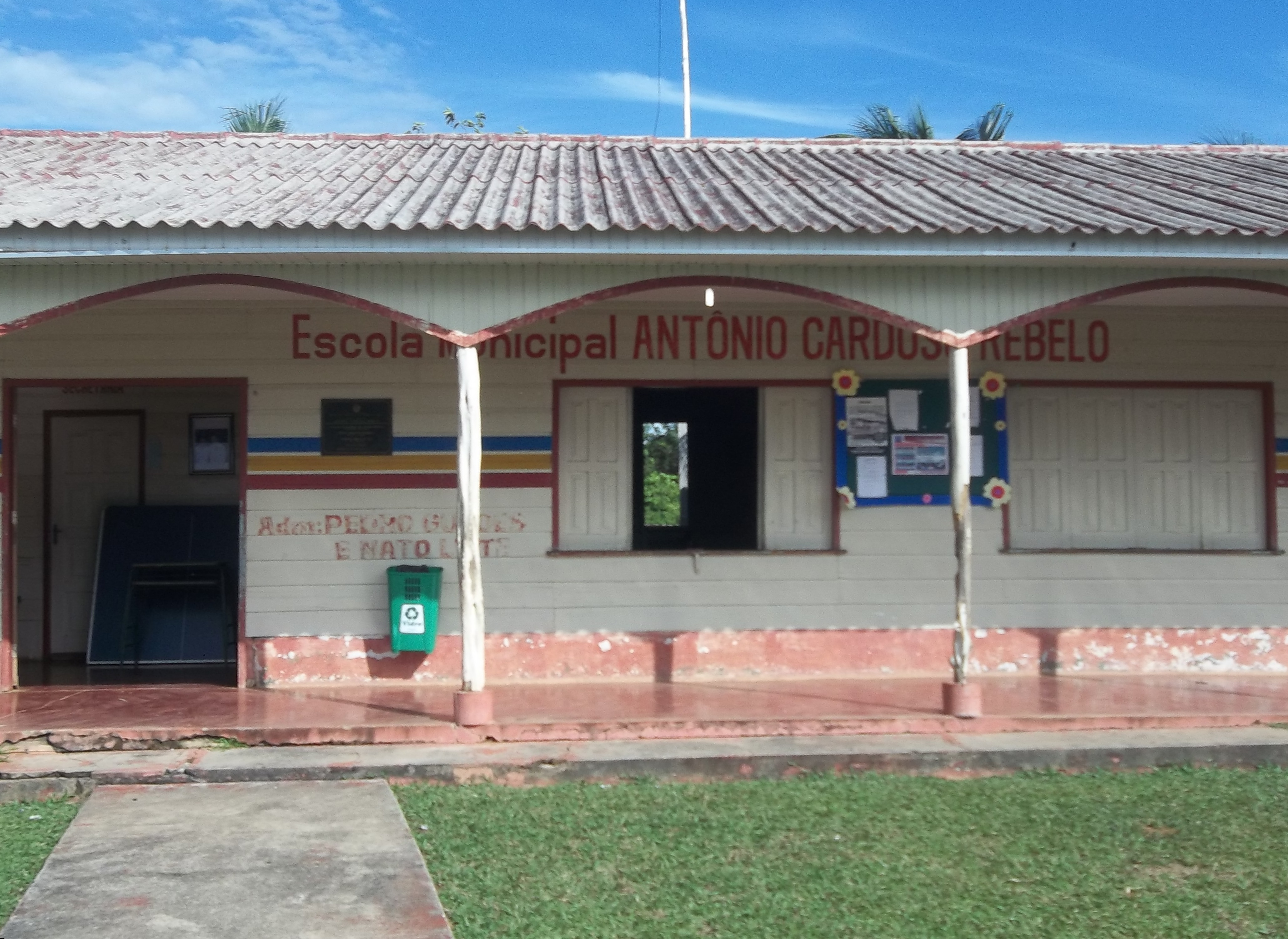
Schule in Careiro da Várzea

In der Gemeinde gibt es einen städtischen Kindergarten,  47 Schulen, davon 6 staatliche, und 41 städtische.
Die Schule Centro de Ensino com Mediacao tecnologica bietet Hybridunterricht im Sekundärbereich an, bei dem Präsenzunterricht mit, via Satellit ausgestrahltem, digitalem Material der SEDUC kombiniert wird.
Sechs Escolas Indigenas, zwei davon in Terras Indigenas, bieten differenzierten Unterricht an, der speziell auf die Bedürfnisse und die Lebenswirklichkeit der indigenen Kinder und Jugendlichen zugeschnitten ist.